# BVI事業会社法
BVI事業会社法（BVIじぎょうがいしゃほう、英 BVI Business Companies Act）(No 16 of 2004)は、イギリス領ヴァージン諸島の法律。同諸島における全ての会社（オフショア会社および現地会社）の成立に関して規定する。高い評判を得て大成功を収めた国際事業会社法（International Business Companies Act）に置き換わった。
国際事業会社に置き換えてしまうとの決定の背景には、2つの問題があった。第1に、同法は若干時代遅れになったとの一般的な見識の下、現代化が必要であったことである。第2に、OECDや他の国際機関が、タックス・ヘイヴンにおける制限的な（ring-fenced）税制（例えば、同法に基づくもの）について懸念を表明し、それらを廃止せよとの圧力をかけてきたことである。イギリス領ヴァージン諸島金融サービス委員会（British Virgin Islands Financial Services Commission）は、この2つの問題に単一の立法によって対処した。
BVI事業会社法は、ニュージーランドの制定法を基礎とする（これに対して国際事業会社法はデラウェアの会社法を基礎としていた。）。かつての国際事業会社法が他のタックス・ヘイヴンによって広く模倣されていたことを意識し、BVI事業会社法は、同諸島の規制構造に特に紐付いた多数の様式および手続とともに立案され、これにより単純に模倣して制定することが困難となるようにされた。

## 名称
この法律の名称は、「BVI」で始まる。「BVI」は名称の一部ではなく制定した法域を示すものに過ぎないとの誤解により、この法律はしばしば誤って単に「事業会社法」と呼ばれることがある。
「BVI」の3文字は、ブランド構築運動の一環として敢えて挿入されたものであり、この新しい法律に基づいて成立した会社は「BVIBCs」と呼ばれることが望まれていた。これは国際事業会社法に基づく会社についての通常の頭字語（「IBCs」）や、香港（同諸島の会社が地理的に集中する場所である。）における通常の呼び方（しばしば単に「BVIs」と呼ばれた。）にうまく溶け込むはずであった。
結局のところ、「BVIBCs」は長すぎて言いにくく、オフショア金融産業においては、本法に基づく会社は単に「BCs」または「BVI companies」と呼ぶことが通常である。

## 特徴
本法は、イギリス領ヴァージン諸島をオフショア金融センターとしてより魅力的なものとするために設計された数多くの特徴を備えている。例えば次のようなものがある。
- 会社の利益（corporate benefit）の要求に対する相当程度の制限
- 株式の買付けに対する財務支援（financial assistance）の制限の廃止
- 資本金（share capital）の概念の廃止（このことに伴う資本維持および配当に係る分配可能剰余金に関する規制の除外）
- 配当宣言に関する規制の除外
- 設立することが可能な会社の種類の増加[2]
- 担保権 (security interest)の登録制度の現代化
- 法定の少数株主保護制度の導入
- 確定した法人目的（corporate object）を有することは求められないことに。このことにより、ウルトラ・ヴィーレスの法理と取締役の義務に関する数多くの問題点が除去された。

## 経過措置
この立法の意図は、結果的に全てのイギリス領ヴァージン諸島の会社を単一の法律に統合することであった。
BVI事業会社法が施行される前は、2つの異なる法律に基づいて会社を設立することが可能であった。すなわち、国際事業会社法（International Business Companies Act）(Cap 291)と会社法（Companies Act）(Cap 285)である。
2005年1月1日にBVI事業会社法が施行された後は、これら3つの法律のいずれによっても会社を設立することが可能であった。また、当初は国際事業会社法または会社法に基づいて設立された会社が、新たな定款書類を採用し自主的にBVI事業会社法に基づいて再登録されることも可能であった。
2006年1月1日からは、国際事業会社法または会社法に基づいて会社を設立することは不可能となったが、これらの法律に基づいて設立された会社は引き続き当該法律によって規制された。
2007年1月1日からは、国際事業会社法に基づいて設立された会社は全て強制的にBVI事業会社法に基づいて再登録された。両法律の相違に対処するための経過措置の内容は本法別紙2（Schedule 2）に定められている。
2009年1月1日からは、会社法に基づいて設立された会社は全て強制的にBVI事業会社法に基づいて再登録された。当初はこの移行日は2008年1月1日のはずであったが、2007年12月31日の緊急立法によって1年先延ばしとし、本法別紙2（Schedule 2）に規定される経過措置をさらに改正し変更することとなった。

## 改正
本法は、制定後比較的間もないが、すでに幾度もの改正を経ている。微調整のための改正もあれば、新たな特徴（例えば少数株主権など）を導入するための改正もあったが、ほとんどの改正は経過措置による問題点を修正する必要によるものであった。担保権の登録手続は特に解決困難であった。

## 模倣
かつての国際事業会社法は、他のオフショア法域に広く模倣されたが、BVI事業会社法については同様に模倣されることはないと考えられている。本法の仕組みは、イギリス領ヴァージン諸島の会社登録の制度・手続と極めて密接に結びつけられているためである。しかしながら、2006年、マン島は新たな会社法制を可決したが、これはBVI事業会社法をほぼ一言一句そのまま写したものであった。